# جو سيسي
جو سيسي هو سياسي كندي، ولد في 30 يوليو 1957 في تورونتو في كندا. نشط حزبياً في Alberta New Democratic Party ‏. وقد انتخب عضو الجمعية التشريعية في ألبرتا ‏ عن دائرة Calgary-Fort ‏ خلال فترته النيابية ‏.